# ないしょのハーフムーン
『ないしょのハーフムーン』は、赤石路代による日本の漫画作品。『別冊少女コミック』（小学館）で連載された。単行本は小学館フラワーコミックスから全6巻、文庫版は全3巻。現在Yahoo!コミックでも閲覧可能である。

## あらすじ
若手二枚目俳優として人気の瀬里沢慎一。表向きには1人暮らしとされていたが、実は血のつながらない妹と同居していた。その妹・榎木有羽はいわゆる「ボクっ娘」で、慎一とは仲の良い兄妹だったが、あるきっかけから映画でお互いの恋人役を演じることになってしまう。それを契機に2人の関係は大きく変わり始めた…。

## 主な登場人物
榎木有羽（えのき ゆう）
主人公（ヒロイン）。11月14日生まれ（さそり座）のO型。身長162cm。
当初はとある女子高に通う一女子高生に過ぎなかったが、同じ演劇部の友達が勝手に映画『アフター8』のオーディションに書類を応募してしまったため、その友達の付き添いでオーディションに参加したところ、主演の小田・監督の板東の2人の目に留まり、急遽ヒロインに抜擢される。当初世間には慎一と有羽が兄妹であることは公表されていなかったため、マスコミには2人の関係が本当の恋人と誤解されることも多かった。その後慎一の事故を契機に、自分が慎一を兄ではなく恋愛対象として意識していることを自覚する。
当初は『アフター8』の撮影が終了したら女優を引退して一般人に戻ると宣言していたが、柚菜との出会いなどを契機に再び女優として生きていく気持ちが強くなり、途中紆余曲折を経て、最終的にオリジナル脚本の舞台劇『ジャンヌ・ダルク』を自らプロデュースし主演を務めることになる。途中ライバルの芸能プロからの度重なる妨害などに遭うがそれを全く苦にせず、見事に上演を成功させた。
両親は有羽がまだ幼い頃に離婚しており、母親が有羽を連れて慎一の父親と再婚したことで、慎一とは血のつながらない兄弟となる。離婚した実の父親はまだ生きているが、なぜか有羽とは離婚後一度も会っていない。
瀬里沢慎一（せりざわ しんいち）
若手俳優。10月30日生まれ（さそり座）のA型。身長181cm。有羽とは11歳年齢が離れている。慎一が20歳・有羽が9歳のときに両親が再婚している。
業界では二枚目かつ実力派との評価を確立している。かつては舞台をメインに活躍していたが、両親が事故で亡くなり幼い有羽を抱えて生計を立てなくてはならなくなったため、ギャラの良い映画・テレビドラマに転向した過去を持つ（しかし有羽の存在を一般には公開していなかったため、柚菜を含め舞台関係者からは「金目当てでテレビに移った」と思われている）。『アフター8』で有羽の恋人役を務めることとなったため、マスコミに2人が同居していることを嗅ぎつけられないように急遽自宅マンションを出るはめになった。有羽の実父・榎木誠を我が子を育てもしない奴と軽蔑し、陰で演出していることを知った時は有羽を奪いに来たと誤解して有羽を奪われまいと罵声を浴びせるが、逆に“育てる愛と奪う愛”は違うと釘を刺されて異性として向き合うことに反対される。
『アフター8』の撮影終盤でカーチェイスシーンの撮影の際に、運転ミスを起こした小田をかばう形で対向車に突っ込み重傷を負う。その後リハビリと顔に残った傷の整形手術のためアメリカに渡った。
小田裕智（おだ ひろさと）
人気アイドルで『アフター8』の主演俳優。8月2日生まれ（しし座）のB型。身長176cm。
『アフター8』の制作発表記者会見の際、慎一が家に忘れたタキシードを有羽が会場まで届けに来た際に初めて有羽と出会う。その後オーディションの審査の際に有羽が参加していることを知り、ヒロインに有羽の起用を猛プッシュした。
映画の撮影中は有羽を本当に恋愛対象として口説こうとするが、『アフター8』のマスコミ向け試写会当日に起こったある事件を契機に自分では慎一に太刀打ちできないことを悟る。その後は自称「有羽の追っかけ」として、オリジナルの舞台を自らプロデュースするという有羽の（ある種無謀な）挑戦を、自ら『ジャンヌ・ダルク』に準主役級で出演することも含め様々な側面から支援した。
板東（ばんどう）
『アフター8』の監督。オーディションで周囲のスタッフがヒロインに別の人間を推す中、小田と共に有羽をヒロインとすることを主張し反対を押し切った。映画の撮影終了後も、自らの人脈を使って有羽のために脚本家やスタッフを紹介するなど、有羽を支援する一人。
柚菜達仁（ゆずな たつひと）
舞台俳優。2月5日生まれ（みずがめ座）のA型。身長180cm。
実力に対する評価は高く、演劇業界ではかつて舞台俳優だった時代の慎一になぞらえて「幻の瀬里沢慎一」との異名で呼ばれる。『アフター8』の公開後、諸々の事情で有羽と深い関わりを持つようになる。『ジャンヌ・ダルク』でも準主役級の一人として活躍した。
本来有羽を支援する一人だが、『ジャンヌ・ダルク』の稽古の途中で舞台の主導権を握りたい由貴の芸能プロダクションの罠にはめられ、由貴とテレビCMで共演することになる。その結果、作中終盤では自らも俳優として高い人気を得るようになった。
柚菜玲子（ゆずな れいこ）
達仁の姉で大手芸能プロダクション・スタープロのマネージャー。芸能界復帰を決意した有羽のマネージャーとして実務を切り盛りするほか、有羽を自分の住むアパートに引き取り共同生活を送る。
五木（いつき）
週刊誌『週刊ダウト』の記者。芸能記者として敏腕で知られる。『アフター8』のヒロイン決定記者会見以来有羽を追いかけ続けており、社内でも「（有羽の）追っかけの五木さん」と呼ばれている。最初はその存在を毛嫌いしていた有羽も次第に五木を信頼するようになり、『ジャンヌ・ダルク』の上演直前には五木が撮りためた写真をメインとした写真集を発売する。
水村由貴（みずむら ゆき）
女優志望の女の子。元々は雑誌に載っていた『ジャンヌ・ダルク』オーディション（この時点では舞台の上演予定のない「オーディション詐欺」だった）の応募者の一人として登場したが、その実力を評価され、実際に上演に向けて動き出した『ジャンヌ・ダルク』のメンバーの一人となる。
その後有羽のライバルの芸能プロダクションにスカウトされ、結果的に有羽をつぶすための刺客の一人となったが、そのことが本人の体調面にストレスとなって現れ、舞台初日の公演途中に高熱で倒れてしまう。
アラン＝フランシス・レイ
フランス人の脚本家。元々はアメリカで実績を積んでおりオフ・ブロードウェイの舞台の脚本も手がけたことがある。フランス人ながら日本語が普通に話せる。『ジャンヌ・ダルク』では作・演出を担当することになるが、実は本人は演出はそれまで全く手がけたことがなく、演出に関してはある秘密があった。
榎木誠（えのき まこと）
有羽の実父。陰で演出を手掛けており、娘のことも表に出ることも会うこともせずに陰から演出を行っていた。慎一が兄妹の範疇には収まらない禁断の感情を抱いていることを看破し、決して口にするなと警告する。

## テレビドラマ
1987年2月16日には『月曜ドラマランド』枠（フジテレビ系）でドラマ化された（主演は高井麻巳子）。

### キャスト
- 榎木有羽：高井麻巳子
- 瀬里沢慎一：中山秀征
- 谷村カメラマン：松野大介
- 小田裕智：羽賀研二
- 宗ひろみ：小野みゆき
- 板東監督：イッセー尾形
- 北爪平作：石倉三郎
- 北爪トメ子：塩沢とき
- 桜井まきよ：中尾ミエ
- 佐久間マネージャー：谷啓
- 三宅由美：岩井由紀子
- 遠山まゆみ：林美和
- 変なウェイター：田代まさし
- 五木記者：ベンガル
- 司会：吉田照美
- 守衛：松澤一之
- 沢田編集長：出光元
- 助監督A：須間一弥
- 助監督B：火野玉男（パワーズ）
- 松本マネージャー：皆川衆
- 榎木早苗：水木薫
- 瀬里沢政之：坂元貞美
- 山本記者：綾田俊樹
- 持田記者：矢野いづみ
- ウェイトレス：きゃんみゆき
- アベックの男：神保良
- アベックの女：立花かおる
- 女：原田楊子
- 泥棒：宮辺勝彦
- アクション指導：橋本春彦
- その他：おニャン子クラブ
- エキストラ：劇団七曜日、プロジェクトプロ、コスミック

### スタッフ
- 原作：赤石路代
- 脚本：奥津啓治
- 企画：久保田榮一、大黒章弘
- プロデューサー：宅間秋史、高橋萬彦
- 演出：笠井一二、永山耕三
- 演出補：東海林英文
- 制作担当プロデューサー：塩沢浩二
- 技術協力：バスク
- 協力：オービー企画
- 制作：フジテレビ、共同テレビ

### 挿入歌
- 中山秀征「星屑のエンジェル」（キャニオンレコード）

作詞・作曲：八田雅弘
| フジテレビ系 月曜ドラマランド（1987年2月16日） | フジテレビ系 月曜ドラマランド（1987年2月16日） | フジテレビ系 月曜ドラマランド（1987年2月16日） |
| 前番組                                         | 番組名                                         | 次番組                                         |
| ---------------------------------------------- | ---------------------------------------------- | ---------------------------------------------- |
| ひみつのアッコちゃん 伊豆の踊子物語            | ないしょのハーフムーン                         | とっておき家族                                 |

## イメージアルバム
「ないしょのハーフムーン」オリジナルアルバム。1987年発売。LPレコードのみでCD化はされていない。